# 张济 (北魏)
张济（4世纪？—408年），字士度，西河郡（郡治今山西汾阳）人，北魏政治人物。
西燕慕容永属下驍騎将軍張千秋的儿子。西燕灭亡后，随父亡命北魏。张济博学善辩，涉猎书传，为魏道武帝所知，引为左右，与公孫表都担任行人，拜散骑侍郎，袭爵成紀侯。
399年（天興二年），後秦姚興攻打洛陽，東晋雍州刺史楊佺期遣使向北魏常山王拓跋遵请求援軍。拓跋遵報告给道武帝，道武帝派张济作为拓跋遵的从事中郎去襄陽见楊佺期。张济从襄陽回来后，向道武帝告知東晋情勢和与楊佺期的会談内容。
400年（天興三年），改任謁者僕射，出使后秦姚興。作为使者称职，拜勝兵将軍。跟随道武帝北伐，参议军谋、献策谋功居多，屡次受道武帝表彰。赏赐奴婢百口，马牛数百，羊二十余口。408年（天賜五年）因疾去世。其子張多羅嗣爵，后因事連坐，而剥奪爵位。